# Parque Nacional da Serra das Lontras
O Parque Nacional da Serra das Lontras é um parque nacional (PARNA) brasileiro, localizado no estado da Bahia, e criado em 11 de junho de 2010. Possui cerca de 11.343,69 hectares protegendo remanescentes de Mata Atlântica no estado da Bahia. Juntamente com a Reserva Biológica de Una, forma um importante complexo de unidades de conservação dessa região do nordeste, que protegem as Florestas Costeiras da Bahia e seus notáveis índices de diversidade e endemismo de espécies animais e vegetais.
Dentre os mamíferos, são encontradas espécies muito raras, como o macaco-prego-do-peito-amarelo e o mico-leão-de-cara-dourada. Provavelmente, ocorrem o muriqui-do-norte, espécie quase extinta no estado da Bahia e a onça-pintada nas áreas de floresta do parque. O PARNA da Serra das Lontras é uma das últimas localidades com tamanho suficiente para proteger espécies de mamíferos de grande e médio porte na Mata Atlântica baiana.
Dentre as plantas, a área do PARNA da Serra das Lontras abriga mais de 50 espécies restritas às florestas costeiras da Bahia das 735 espécies de angiospermas. Além disso, abriga também uma grande diversidade de pteridófitas e licófitas.
O PARNA da Serra das Lontras é também um importante centro de endemismo da herpetofauna. Nele são encontradas 49 espécies de anfíbios e 51 de répteis. Duas espécies de anfíbios, Dendrophryniscus oreites e Crossodactylus septentrionalis ocorrem apenas neste PARNA.